# Svetovno prvenstvo v hokeju na ledu 2009 - Divizija II
Divizija II Svetovnega prvenstva v hokeju na ledu 2009 se je odvila od 6. do 13. aprila 2008. Na turnirju je sodelovalo 12 reprezentanc, razdeljenih v dve skupini (Skupino A in Skupino B). 
Tekme so igrali v dvorani Novi Sad Arena v Novem Sadu, Srbija; ter v dvorani Winter Sports Palace v Sofiji, Bolgarija. 

## Sodelujoče države

### Skupina A
Skupina A se je odvila v srbskem mestu Novi Sad:
| Reprezentanca  | Rezultat iz leta 2008                                                                    |
| -------------- | ---------------------------------------------------------------------------------------- |
| Estonija       | Udeležbo so si zagotovili s šestim mestom in izpadom v skupini B v Diviziji I 2008       |
| Kitajska       | Udeležbo so si zagotovili z drugim mestom v skupini B v Diviziji II 2008.                |
| Islandija      | Udeležbo so si zagotovili s petim mestom v skupini B v Diviziji II 2008.                 |
| Izrael         | Udeležbo so si zagotovili s četrtim mestom v skupini A v Diviziji II 2008.               |
| Severna Koreja | Udeležbo so si zagotovili s prvim mestom v Diviziji III 2008.                            |
| Srbija         | Gostiteljica; udeležbo so si zagotovili s tretjim mestom v skupini A v Diviziji II 2008. |

### Skupina B
Skupina B se je odvila v bolgarskem mestu Sofiji:
| Reprezentanca | Rezultat iz leta 2008                                                                  |
| ------------- | -------------------------------------------------------------------------------------- |
| Južna Koreja  | Udeležbo so si zagotovili s šestim mestom in izpadom v skupini A v Diviziji I 2008.    |
| Belgija       | Udeležbo so si zagotovili z drugim mestom v skupini A v Diviziji II 2008.              |
| Bolgarija     | Gostiteljica; udeležbo so si zagotovili s petim mestom v skupini A v Diviziji II 2008. |
| Španija       | Udeležbo so si zagotovili s tretjim mestom v skupini B v Diviziji II 2008.             |
| Mehika        | Udeležbo so si zagotovili s četrtim mestom v skupini B v Diviziji II 2008.             |
| Južna Afrika  | Udeležbo so si zagotovili z drugim mestom v Diviziji III 2008.                         |

## Skupina A

### Končna lestvica
|   | Reprezentanca  | OT | Z | ZPP | PPP | P | GF | GA | GR  | TOČ |
| - | -------------- | -- | - | --- | --- | - | -- | -- | --- | --- |
| 1 | Srbija         | 5  | 4 | 1   | 0   | 0 | 40 | 11 | 29  | 14  |
| 2 | Estonija       | 5  | 4 | 0   | 1   | 0 | 68 | 12 | 56  | 13  |
| 3 | Kitajska       | 5  | 2 | 1   | 0   | 2 | 21 | 29 | -8  | 8   |
| 4 | Islandija      | 5  | 2 | 0   | 1   | 2 | 11 | 30 | -19 | 7   |
| 5 | Izrael         | 5  | 1 | 0   | 0   | 4 | 9  | 38 | -29 | 3   |
| 6 | Severna Koreja | 5  | 0 | 0   | 0   | 5 | 11 | 40 | -29 | 0   |

Srbija napreduje v Divizijo I za 2010.
Severna Koreja je izpadla v Divizijo III za 2010. 

### Tekme
| 7. april 2009 13:30 | Kitajska | 3 - 2 (OT) | Islandija | Novi Sad Arena, Novi Sad |

| Poročilo tekme      | Poročilo tekme | Poročilo tekme | Poročilo tekme | Poročilo tekme |
| ------------------- | -------------- | -------------- | -------------- | -------------- |
| Začetek: ni podatka |                |                |                |                |

| 7. april 2009 17:00 | Severna Koreja | 1 - 2 | Izrael | Novi Sad Arena, Novi Sad |

| Poročilo tekme      | Poročilo tekme | Poročilo tekme | Poročilo tekme | Poročilo tekme |
| ------------------- | -------------- | -------------- | -------------- | -------------- |
| Začetek: ni podatka |                |                |                |                |

| 7. april 2009 20:30 | Srbija | 5 - 4 (PS) | Estonija | Novi Sad Arena, Novi Sad |

| Poročilo tekme      | Poročilo tekme | Poročilo tekme | Poročilo tekme | Poročilo tekme |
| ------------------- | -------------- | -------------- | -------------- | -------------- |
| Začetek: ni podatka |                |                |                |                |

| 8. april 2009 13:30 | Islandija | 3 - 2 | Severna Koreja | Novi Sad Arena, Novi Sad |

| Poročilo tekme      | Poročilo tekme | Poročilo tekme | Poročilo tekme | Poročilo tekme |
| ------------------- | -------------- | -------------- | -------------- | -------------- |
| Začetek: ni podatka |                |                |                |                |

| 8. april 2009 17:30 | Estonija | 16 - 2 | Izrael | Novi Sad Arena, Novi Sad |

| Poročilo tekme      | Poročilo tekme | Poročilo tekme | Poročilo tekme | Poročilo tekme |
| ------------------- | -------------- | -------------- | -------------- | -------------- |
| Začetek: ni podatka |                |                |                |                |

| 8. april 2009 20:30 | Kitajska | 3 - 5 | Srbija | Novi Sad Arena, Novi Sad |

| Poročilo tekme      | Poročilo tekme | Poročilo tekme | Poročilo tekme | Poročilo tekme |
| ------------------- | -------------- | -------------- | -------------- | -------------- |
| Začetek: ni podatka |                |                |                |                |

| 10. april 2009 13:30 | Kitajska | 7 - 5 | Severna Koreja | Novi Sad Arena, Novi Sad |

| Poročilo tekme      | Poročilo tekme | Poročilo tekme | Poročilo tekme | Poročilo tekme |
| ------------------- | -------------- | -------------- | -------------- | -------------- |
| Začetek: ni podatka |                |                |                |                |

| 10. april 2009 17:00 | Estonija | 16 - 1 | Islandija | Novi Sad Arena, Novi Sad |

| Poročilo tekme      | Poročilo tekme | Poročilo tekme | Poročilo tekme | Poročilo tekme |
| ------------------- | -------------- | -------------- | -------------- | -------------- |
| Začetek: ni podatka |                |                |                |                |

| 10. april 2009 20:30 | Srbija | 12 - 1 | Izrael | Novi Sad Arena, Novi Sad |

| Poročilo tekme      | Poročilo tekme | Poročilo tekme | Poročilo tekme | Poročilo tekme |
| ------------------- | -------------- | -------------- | -------------- | -------------- |
| Začetek: ni podatka |                |                |                |                |

| 11. april 2009 13:30 | Severna Koreja | 1 - 16 | Estonija | Novi Sad Arena, Novi Sad |

| Poročilo tekme      | Poročilo tekme | Poročilo tekme | Poročilo tekme | Poročilo tekme |
| ------------------- | -------------- | -------------- | -------------- | -------------- |
| Začetek: ni podatka |                |                |                |                |

| 11. april 2009 17:00 | Izrael | 1 - 5 | Kitajska | Novi Sad Arena, Novi Sad |

| Poročilo tekme      | Poročilo tekme | Poročilo tekme | Poročilo tekme | Poročilo tekme |
| ------------------- | -------------- | -------------- | -------------- | -------------- |
| Začetek: ni podatka |                |                |                |                |

| 11. april 2009 20:30 | Islandija | 1 - 6 | Srbija | Novi Sad Arena, Novi Sad |

| Poročilo tekme      | Poročilo tekme | Poročilo tekme | Poročilo tekme | Poročilo tekme |
| ------------------- | -------------- | -------------- | -------------- | -------------- |
| Začetek: ni podatka |                |                |                |                |

| 13. april 2009 13:30 | Estonija | 16 - 3 | Kitajska | Novi Sad Arena, Novi Sad |

| Poročilo tekme      | Poročilo tekme | Poročilo tekme | Poročilo tekme | Poročilo tekme |
| ------------------- | -------------- | -------------- | -------------- | -------------- |
| Začetek: ni podatka |                |                |                |                |

| 13. april 2009 17:00 | Izrael | 3 - 4 | Islandija | Novi Sad Arena, Novi Sad |

| Poročilo tekme      | Poročilo tekme | Poročilo tekme | Poročilo tekme | Poročilo tekme |
| ------------------- | -------------- | -------------- | -------------- | -------------- |
| Začetek: ni podatka |                |                |                |                |

| 13. april 2009 20:30 | Srbija | 12 - 2 | Severna Koreja | Novi Sad Arena, Novi Sad |

| Poročilo tekme      | Poročilo tekme | Poročilo tekme | Poročilo tekme | Poročilo tekme |
| ------------------- | -------------- | -------------- | -------------- | -------------- |
| Začetek: ni podatka |                |                |                |                |

### Rezultati
| Reprezentanca  | Estonija | Kitajska | Islandija | Izrael | Severna Koreja | Srbija   |
| -------------- | -------- | -------- | --------- | ------ | -------------- | -------- |
| Estonija       |          | 16-3     | 16-1      | 16-2   | 16-1           | 4-5 (PS) |
| Kitajska       | 3-16     |          | 3-2 (OT)  | 5-1    | 7-5            | 3-5      |
| Islandija      | 1-16     | 2-3 (OT) |           | 4-3    | 3-2            | 1-6      |
| Izrael         | 2-16     | 1-5      | 3-4       |        | 2-1            | 1-12     |
| Severna Koreja | 1-16     | 5-7      | 2-3       | 1-2    |                | 2-12     |
| Srbija         | 5-4 (PS) | 5-3      | 6-1       | 12-1   | 12-2           |          |

### Najboljši igralci
Najboljši igralci, izbrani s strani direktorata: 
- Najboljši vratar:  Milan Luković
- Najboljši branilec:  Dmitri Suur
- Najboljši napadalec:  Aleksandr Petrov

### Vodilni strelci
| Igralec           | Država   | OT | G | P  | TOČ | KM |
| ----------------- | -------- | -- | - | -- | --- | -- |
| Aleksandr Petrov  | Estonija | 5  | 9 | 10 | 19  | 8  |
| Aleksei Sibircev  | Estonija | 5  | 5 | 12 | 17  | 0  |
| Maksim Ivanov     | Estonija | 5  | 5 | 10 | 15  | 0  |
| Marko Kovačević   | Srbija   | 5  | 8 | 6  | 14  | 0  |
| Vassili Titarenko | Estonija | 5  | 9 | 4  | 13  | 6  |
| Olle Sildre       | Estonija | 5  | 5 | 8  | 13  | 6  |
| Dmitri Suur       | Estonija | 5  | 3 | 10 | 13  | 14 |

## Skupina B

### Končna lestvica
|   | Reprezentanca | OT | Z | ZPP | PPP | P | GF | GA | GR  | TOČ |
| - | ------------- | -- | - | --- | --- | - | -- | -- | --- | --- |
| 1 | Južna Koreja  | 5  | 5 | 0   | 0   | 0 | 48 | 10 | 38  | 15  |
| 2 | Belgija       | 4  | 4 | 0   | 0   | 1 | 31 | 11 | 20  | 12  |
| 3 | Španija       | 5  | 3 | 0   | 0   | 2 | 28 | 15 | 13  | 9   |
| 4 | Bolgarija     | 5  | 2 | 0   | 0   | 3 | 30 | 33 | -3  | 6   |
| 5 | Mehika        | 5  | 1 | 0   | 0   | 4 | 11 | 33 | -22 | 3   |
| 6 | Južna Afrika  | 5  | 0 | 0   | 0   | 5 | 8  | 54 | -46 | 0   |

Južna Koreja napreduje v Divizijo I za 2010.
Južna Afrika je izpadla v Divizijo III za 2010. 

### Tekme
| 6. april 2009 12:00 | Španija | 4 - 6 | Južna Koreja | Winter Sports Palace, Sofija |

| Poročilo tekme      | Poročilo tekme | Poročilo tekme | Poročilo tekme | Poročilo tekme |
| ------------------- | -------------- | -------------- | -------------- | -------------- |
| Začetek: ni podatka |                |                |                |                |

| 6. april 2009 15:30 | Južna Afrika | 2 - 4 | Mehika | Winter Sports Palace, Sofija |

| Poročilo tekme      | Poročilo tekme | Poročilo tekme | Poročilo tekme | Poročilo tekme |
| ------------------- | -------------- | -------------- | -------------- | -------------- |
| Začetek: ni podatka |                |                |                |                |

| 6. april 2009 19:00 | Belgija | 6 - 3 | Bolgarija | Winter Sports Palace, Sofija |

| Poročilo tekme      | Poročilo tekme | Poročilo tekme | Poročilo tekme | Poročilo tekme |
| ------------------- | -------------- | -------------- | -------------- | -------------- |
| Začetek: ni podatka |                |                |                |                |

| 7. april 2009 12:00 | Južna Koreja | 8 - 2 | Mehika | Winter Sports Palace, Sofija |

| Poročilo tekme      | Poročilo tekme | Poročilo tekme | Poročilo tekme | Poročilo tekme |
| ------------------- | -------------- | -------------- | -------------- | -------------- |
| Začetek: ni podatka |                |                |                |                |

| 7. april 2009 15:30 | Belgija | 3 - 1 | Španija | Winter Sports Palace, Sofija |

| Poročilo tekme      | Poročilo tekme | Poročilo tekme | Poročilo tekme | Poročilo tekme |
| ------------------- | -------------- | -------------- | -------------- | -------------- |
| Začetek: ni podatka |                |                |                |                |

| 7. april 2009 19:00 | Bolgarija | 12 - 3 | Južna Afrika | Winter Sports Palace, Sofija |

| Poročilo tekme      | Poročilo tekme | Poročilo tekme | Poročilo tekme | Poročilo tekme |
| ------------------- | -------------- | -------------- | -------------- | -------------- |
| Začetek: ni podatka |                |                |                |                |

| 9. april 2009 12:00 | Belgija | 11 - 1 | Južna Afrika | Winter Sports Palace, Sofija |

| Poročilo tekme      | Poročilo tekme | Poročilo tekme | Poročilo tekme | Poročilo tekme |
| ------------------- | -------------- | -------------- | -------------- | -------------- |
| Začetek: ni podatka |                |                |                |                |

| 9. april 2009 15:30 | Španija | 4 - 1 | Mehika | Winter Sports Palace, Sofija |

| Poročilo tekme      | Poročilo tekme | Poročilo tekme | Poročilo tekme | Poročilo tekme |
| ------------------- | -------------- | -------------- | -------------- | -------------- |
| Začetek: ni podatka |                |                |                |                |

| 9. april 2009 19:00 | Južna Koreja | 14 - 2 | Bolgarija | Winter Sports Palace, Sofija |

| Poročilo tekme      | Poročilo tekme | Poročilo tekme | Poročilo tekme | Poročilo tekme |
| ------------------- | -------------- | -------------- | -------------- | -------------- |
| Začetek: ni podatka |                |                |                |                |

| 10. april 2009 12:00 | Mehika | 1 - 9 | Belgija | Winter Sports Palace, Sofija |

| Poročilo tekme      | Poročilo tekme | Poročilo tekme | Poročilo tekme | Poročilo tekme |
| ------------------- | -------------- | -------------- | -------------- | -------------- |
| Začetek: ni podatka |                |                |                |                |

| 10. april 2009 15:30 | Južna Afrika | 0 - 15 | Južna Koreja | Winter Sports Palace, Sofija |

| Poročilo tekme      | Poročilo tekme | Poročilo tekme | Poročilo tekme | Poročilo tekme |
| ------------------- | -------------- | -------------- | -------------- | -------------- |
| Začetek: ni podatka |                |                |                |                |

| 10. april 2009 19:00 | Bolgarija | 3 - 7 | Španija | Winter Sports Palace, Sofija |

| Poročilo tekme      | Poročilo tekme | Poročilo tekme | Poročilo tekme | Poročilo tekme |
| ------------------- | -------------- | -------------- | -------------- | -------------- |
| Začetek: ni podatka |                |                |                |                |

| 12. april 2009 12:00 | Španija | 12 - 2 | Južna Afrika | Winter Sports Palace, Sofija |

| Poročilo tekme      | Poročilo tekme | Poročilo tekme | Poročilo tekme | Poročilo tekme |
| ------------------- | -------------- | -------------- | -------------- | -------------- |
| Začetek: ni podatka |                |                |                |                |

| 12. april 2009 15:30 | Južna Koreja | 5 - 2 | Belgija | Winter Sports Palace, Sofija |

| Poročilo tekme      | Poročilo tekme | Poročilo tekme | Poročilo tekme | Poročilo tekme |
| ------------------- | -------------- | -------------- | -------------- | -------------- |
| Začetek: ni podatka |                |                |                |                |

| 12. april 2009 19:00 | Mehika | 3 - 10 | Bolgarija | Winter Sports Palace, Sofija |

| Poročilo tekme      | Poročilo tekme | Poročilo tekme | Poročilo tekme | Poročilo tekme |
| ------------------- | -------------- | -------------- | -------------- | -------------- |
| Začetek: ni podatka |                |                |                |                |

### Rezultati
| Reprezentanca | Južna Koreja | Belgija | Bolgarija | Španija | Mehika | Južna Afrika |
| ------------- | ------------ | ------- | --------- | ------- | ------ | ------------ |
| Južna Koreja  |              | 5-2     | 14-2      | 6-4     | 8-2    | 15-0         |
| Belgija       | 2-5          |         | 6-3       | 3-1     | 9-1    | 11-1         |
| Bolgarija     | 2-14         | 3-6     |           | 3-7     | 10-3   | 12-3         |
| Španija       | 4-6          | 1-3     | 7-3       |         | 4-1    | 12-2         |
| Mehika        | 2-8          | 1-9     | 3-10      | 1-4     |        | 4-2          |
| Južna Afrika  | 0-15         | 1-11    | 3-12      | 2-12    | 2-4    |              |

### Najboljši igralci
Najboljši igralci, izbrani s strani direktorata: 
- Najboljši vratar:  Ho Seung Son
- Najboljši branilec:  Eduardo Paz
- Najboljši napadalec:  Tae-An Kwon
- Najkoristnejši igralec (MVP):  Aleksej Jotov

### Vodilni strelci
| Igralec           | Država       | OT | G | P  | TOČ | KM |
| ----------------- | ------------ | -- | - | -- | --- | -- |
| Aleksej Jotov     | Bolgarija    | 5  | 4 | 13 | 17  | 8  |
| Stanislav Muhačov | Bolgarija    | 5  | 9 | 5  | 14  | 10 |
| Tae-An Kwon       | Južna Koreja | 5  | 7 | 7  | 14  | 4  |
| Geun Ho Kim       | Južna Koreja | 5  | 5 | 8  | 13  | 2  |
| Dong-Hwan Song    | Južna Koreja | 5  | 7 | 4  | 11  | 4  |
| Bjorn Nuyts       | Belgija      | 5  | 4 | 7  | 11  | 4  |
| Won Jung Kim      | Južna Koreja | 5  | 2 | 9  | 11  | 0  |